# 博多運転区

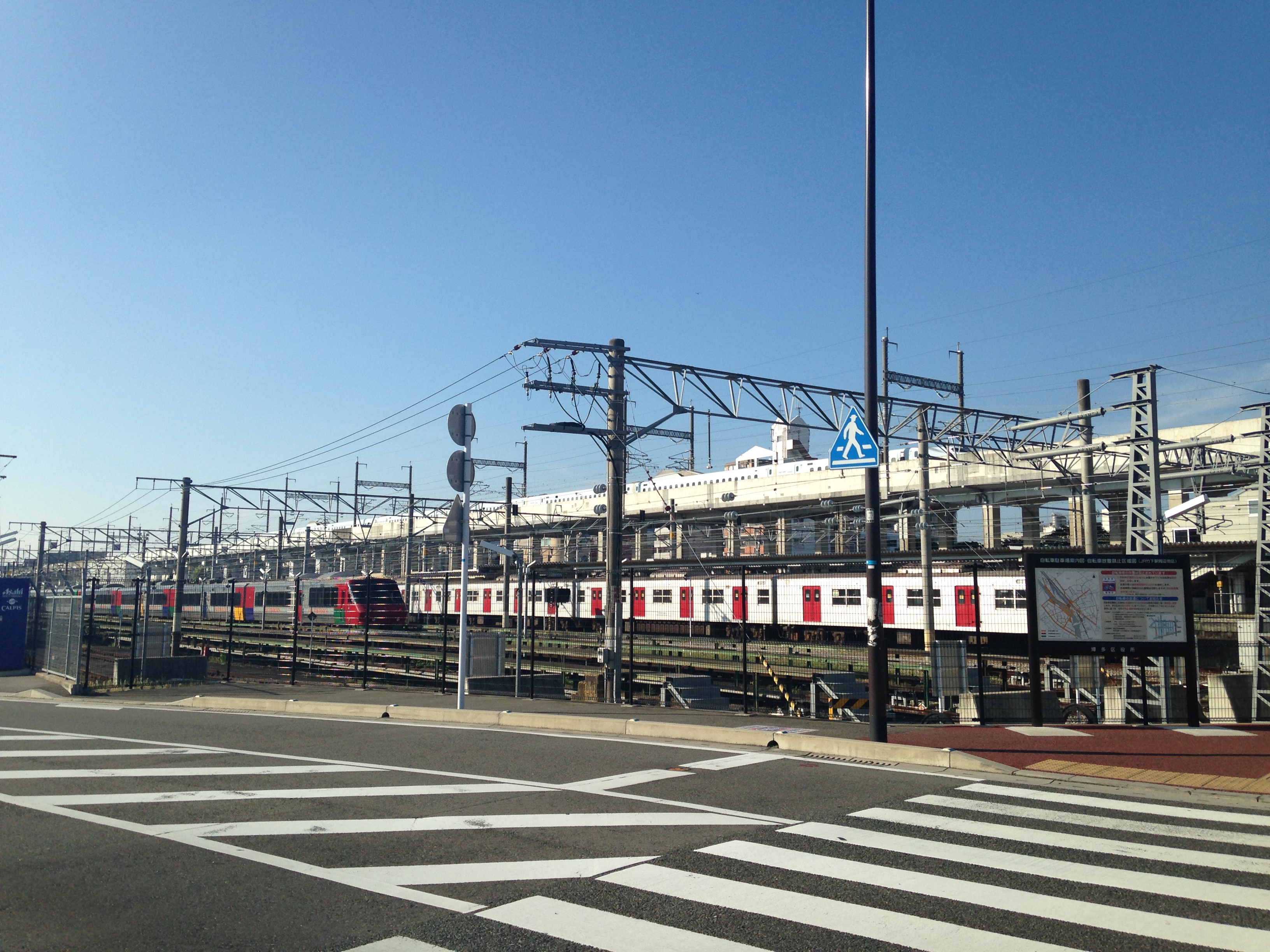
博多運転区の南端部

博多運転区（はかたうんてんく）は、福岡県福岡市博多区にある九州旅客鉄道（JR九州）本社鉄道事業本部直轄の乗務員基地である。
かつては、鹿児島本線竹下駅の構内にあり、南福岡車両区竹下車両派出を併設していた。その以前には竹下気動車区（たけしたきどうしゃく）および竹下客車区（たけしたきゃくしゃく）として、車両も配置されていた。
現在は、乗務員部門のみ移転し博多駅に拠点を置いている。

## 所在地
福岡市博多区博多駅

## 沿革
- 1953年（昭和28年）3月 - 吉塚機関区竹下支区発足[2]。
- 1957年（昭和32年）11月 - 独立し竹下気動車区となる[2]。
- 1987年（昭和62年）4月1日 - 国鉄分割民営化に伴い九州旅客鉄道に承継され、同社本社の直轄となる。
- 1991年（平成3年） - 配置車両を直方気動車区に移管。仕業検査のみの担当となり、博多運転区に改組。博多発着特急列車の折り返し整備基地とするため構内改良に着手。
- 1992年（平成4年） - 構内電化・改良工事が完成。
- 2001年（平成13年） - 本社直轄から、新設された北部九州地域本社の管轄に変更。
- 2010年（平成22年） - 再度本社直轄に戻る。

## 南福岡車両区竹下車両派出
南福岡車両区竹下車両派出は、竹下駅構内にある車両基地であり、福岡県福岡市博多区に所在する九州旅客鉄道（JR九州）本社鉄道事業本部直轄の車両基地である南福岡車両区の派出である。
かつて、筑豊地区各線および香椎線で運用される気動車が配置されていたが、車両については1991年（平成3年）に直方気動車区に移管されたため、当基地への車両配置はない。
博多運転区の乗務員部門と検修部門が分離された際、検修部門は筑豊篠栗鉄道事業部竹下車両基地となり、その後南福岡車両区に移管されて同区の派出となった。
直方車両センター（本チク）所属の電車・気動車の常駐がある。長らく気動車が常駐していたが、2019年（平成31年）3月より蓄電池搭載電車であるBEC819系が常駐するようになり、電車の運用拠点ともなった。
現在では、香椎線運用の列車・ゆふいんの森専用車の留置をメインとするが、博多駅止まりの特急電車や「ななつ星」の準備・清掃のための引き上げ・留置や、熊本車両センター所属のDE10形の留置、小倉総合車両センター入出場の際の夜間留置等に使われている。博多駅との間に小運転線とよばれる単線並立の回送線が営業線と独立して設置している。

### 運用拠点としている留置車両
- BEC819系（直方車両センター車）
- キハ40・47形（直方車両センター車。2019年3月で営業運転の運用を終了し、小倉総合車両センターに入場するー部の気動車の併車に使用）原田線 運用車のみ
- キハ71系（直方車両センター車）
- キハ72系（同上）
- DE10形（熊本車両センター車）

### 1987年4月1日時点の配置車両
- キハ30形
- キハ31形
- キハ40形・キハ47形
- キハ58系
- キハ65形
- マニ50形（救援車代用）

### 配置車両の車体に記されていた略号
- 「本タケ」：本社直轄を示す「本」と、竹下の電報略号「タケ」から構成される。

## 運転士乗務範囲
- 鹿児島本線（門司港 - 荒尾間）
- 長崎本線（鳥栖 - 江北間)
- 佐世保線（江北 - 早岐間）
- 大村線（早岐 - ハウステンボス間）
- 香椎線（全線）
- 筑肥線（姪浜 - 西唐津間）
- 久大本線（久留米 - 由布院間）
- 福北ゆたか線（博多 - 直方間）